# Lac des Minimes

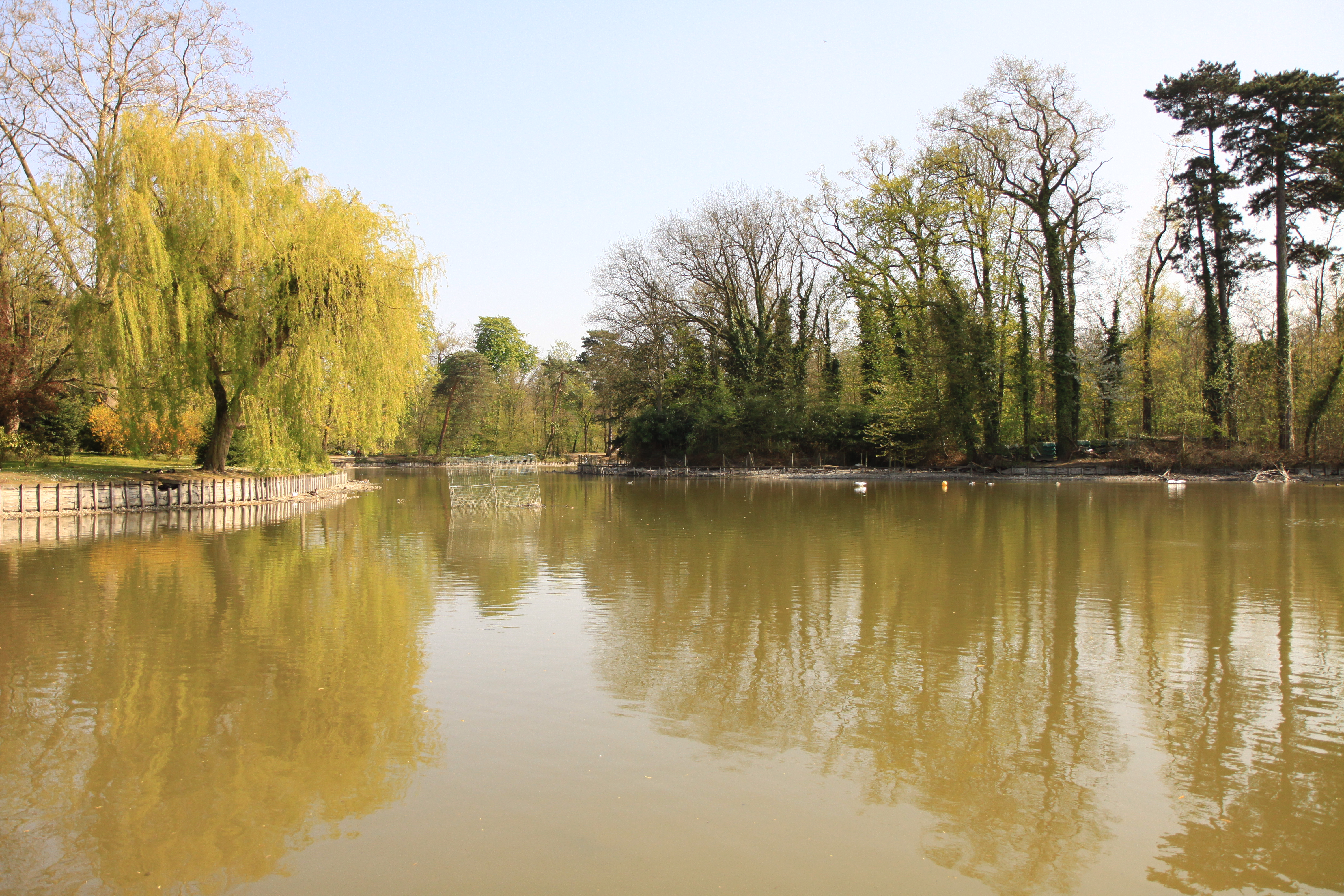
Lago de Minimes na primavera

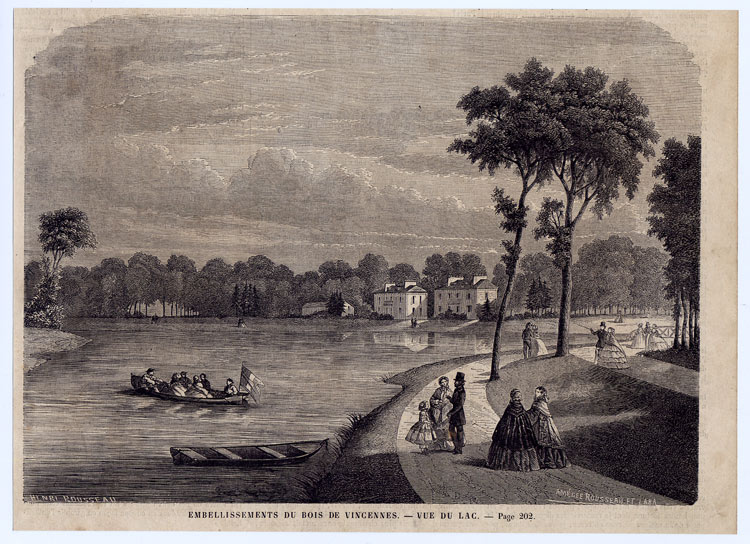
Vista do lago em 1860

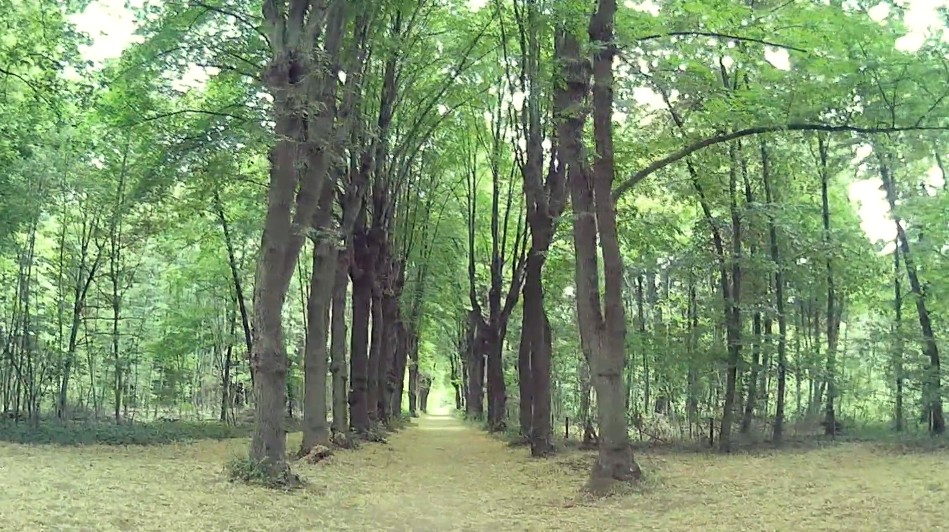
Aspecto atual da "Alameda dos Monges"

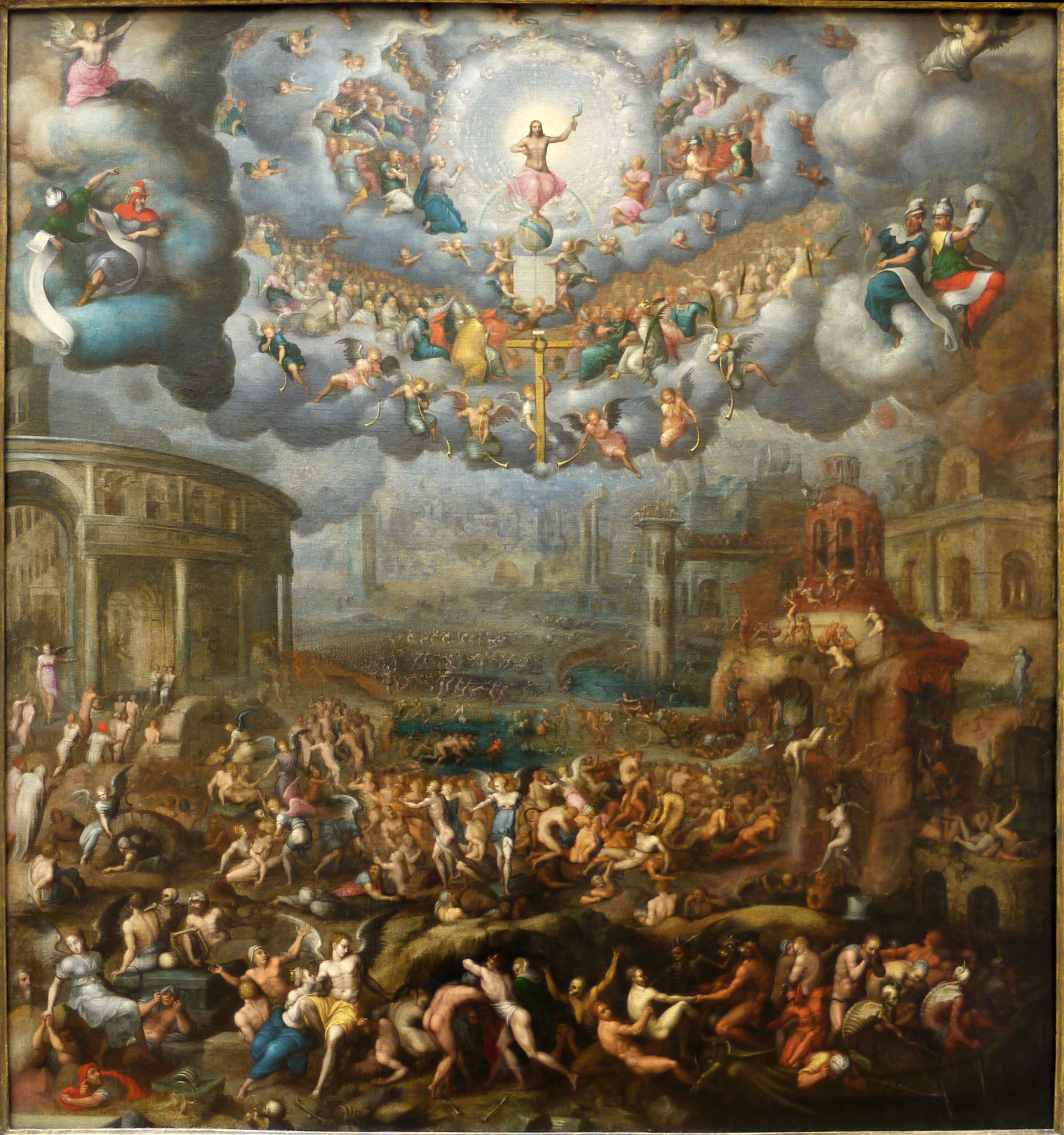
O julgamento final pertencia ao acervo do convento

Lac des Minimes (em língua portuguesa, Lago de Minimes) é um lago artificial em forma de crescente, que está localizado na parte nordeste do Bosque de Vincennes, já nas fronteiras do parque com a cidade de Fontenay-sous-Bois. O lago possui uma área de 6 hectares, 1.700 metros lineares de margens e uma profundidade média de cerca de 1,50 m. O lago possui três ilhas acessíveis em seu meio: l'île de la Porte-Jaune, l'île Nord, l'île Sud.

## História
O lago está situado no local de um antigo monastério da Ordem dos Mínimos fundada em 1164 pelo rei Luis VII, e que dá o nome atual ao lago. O rei mandou vir desde Grandmont, em Limousin, dois religiosos, e lhes cedeu um terreno de 500 metros de diâmetro no meio do Bosque, na localização atual do lago. Existe ainda hoje uma alameda de árvores centenárias preservada às margens do lago, chamada de Allée des Moines (alameda dos monges) que conduzia até a entrada do monastério.
Durante os seis séculos de existência o monastério - também conhecido como Monastério de Vincennes - sobreviveu a muitas mudanças políticas, desastres naturais e guerras religiosas, tendo recebido em diversas ocasiões reis e rainhas em seus aposentos, em virtude da sua proximidade com o Castelo de Vincennes. Os religiosos recebiam também muitas doações de nobres e ricos (incluindo terras, bens e vinhedos), pois os clérigos e comissários apostólicos do monastério gozavam de grande prestígio e de influência junto à nobreza. No século XIII, o monastério esteve no auge das atenções reais. O rei Henrique III patrocinou grandes ampliações no local, além de enriquecê-lo com relicários, ornamentos, vasos de ouro, candelabros, breviários finamente decorados, e pinturas de alto nível, entre elas a tela O julgamento final, de Jean Cousin, atualmente exposta no Museu do Louvre. Retratos de reis e de rainhas ornavam à época a sala capitular do monastério. Foi graças ao prestígio junto à realeza que o monastério resistiu às violentas guerras religiosas que assolaram a França no século XV, tendo sido ordenado pelo rei Henrique IV a construção de uma enorme muralha para proteger o local.
Um relato feito no século XVI descreve o monastério como um amplo complexo cercado por uma muralha octogonal de 6 metros de altura, e de 1.663 m de comprimento. O muro estava acompanhado em seu exterior por um caminho, a Route du Grand Prieur (rota do superior do monastério), que corresponde atualmente ao caminho que circunda toda a extensão do lago. A entrada do monastério apresentava uma cruz com ulmeiros em seu entorno, e o portão possuía batentes ornados por esculturas e encimado por um frontão, além da casa do porteiro em anexo.
O caminho da entrada conduzia até uma pequena e antiga capela do século XI. Esta capela possuía uma imagem muito antiga de Nossa Senhora, chamada de Notre Dame de Vie saine, além das sepulturas de antigos benfeitores do Monastério. Esta capela era aberta ao publico, onde era permitida a reza durante o ofício dos monges. Ao lado desta capela estava a igreja principal do monastério, a igreja de Notre Dame de Vincennes, concluída em 1179, solidamente construída e ornada, onde estava enterrado o prelado de Vincennes, Etienne de la Chaise.
Os outros prédios do monastério incluíam o dormitório dos Monges (onde o rei Henrique III mandou construir um aposento para si), uma sala capitular para  as reuniões entre os monges com os seus superiores, uma biblioteca com 2829 volumes, um refeitório e uma enfermaria. O monastério existiria no local até 1791, quando a recém instaurada revolução francesa acabou com os privilégios concedidos ao clero. Os três religiosos que ali ainda persistiam deixaram o local, e ele foi abandonado.
O lago atual foi escavado entre 1857 e 1859 por Jean-Charles Alphand, durante o desenvolvimento do Bosque de Vincennes. A enorme floresta encontrava-se abandonada, e era local frequente de crimes e de duelos de armas de fogo. Dentro do contexto da grande reurbanização de Paris, no século XIX, a floresta foi transformada em parque. Alphand teve como primeira medida providenciar lagos, que faltavam completamente na antiga floresta. Ele organisou a rede hidráulica do bosque, com quatro lagos artificiais alimentados pelas águas do Rio Marne, sendo o lago mais alto (o lago do platô de Gravelle) o alimentador dos outros três (Minimes, Daumesnil e Saint Mandé). Desde a construção da auto-estrada  A4, os lagos utilizam a água do rio Sena, que são levadas até os locais através da usina de bombeamento de Austerlitz.
O lago de Minimes foi o primeiro lago do bosque a ser cavado, e seus limites coincidem com os limites do antigo muro que cercava o monastério. Entretanto, o solo arenoso do bosque era muito permeável, e foi necessário cobrir o fundo do lago com marga, a fim de impermeabilizá-lo. A areia retirada do local durante as escavações foi utilizada para o aterramento da estrada de ferro que ligaria Paris à La Varenne.
Durante os trabalhos de escavamento do lago foram encontrados diversos caixões de chumbo, que foram mais tarde transportados ao cemitério de Fontenay sous bois. Além disto foi encontrada a lápide em pedra da tumba do segundo prelado de Vincennes, Etienne de la Chaise, morto em 1341. Hoje a sua lápide encontra-se na Igreja de Sainte Croix de Provins.
Nas margens do lago Napoleão III possuiu, no século XIX, uma luxuosa propriedade de caça de 250 metros quadrados e em dois pisos, construída em 1860, chamada de Chalet de la Porte Jaune ("cabana da porta amarela" em português). O prédio é classificado como monumento histórico nacional pelo governo francês, e hoje funciona um estabelecimento comercial no prédio, dedicado à cerimônias de casamento e eventos festivos.

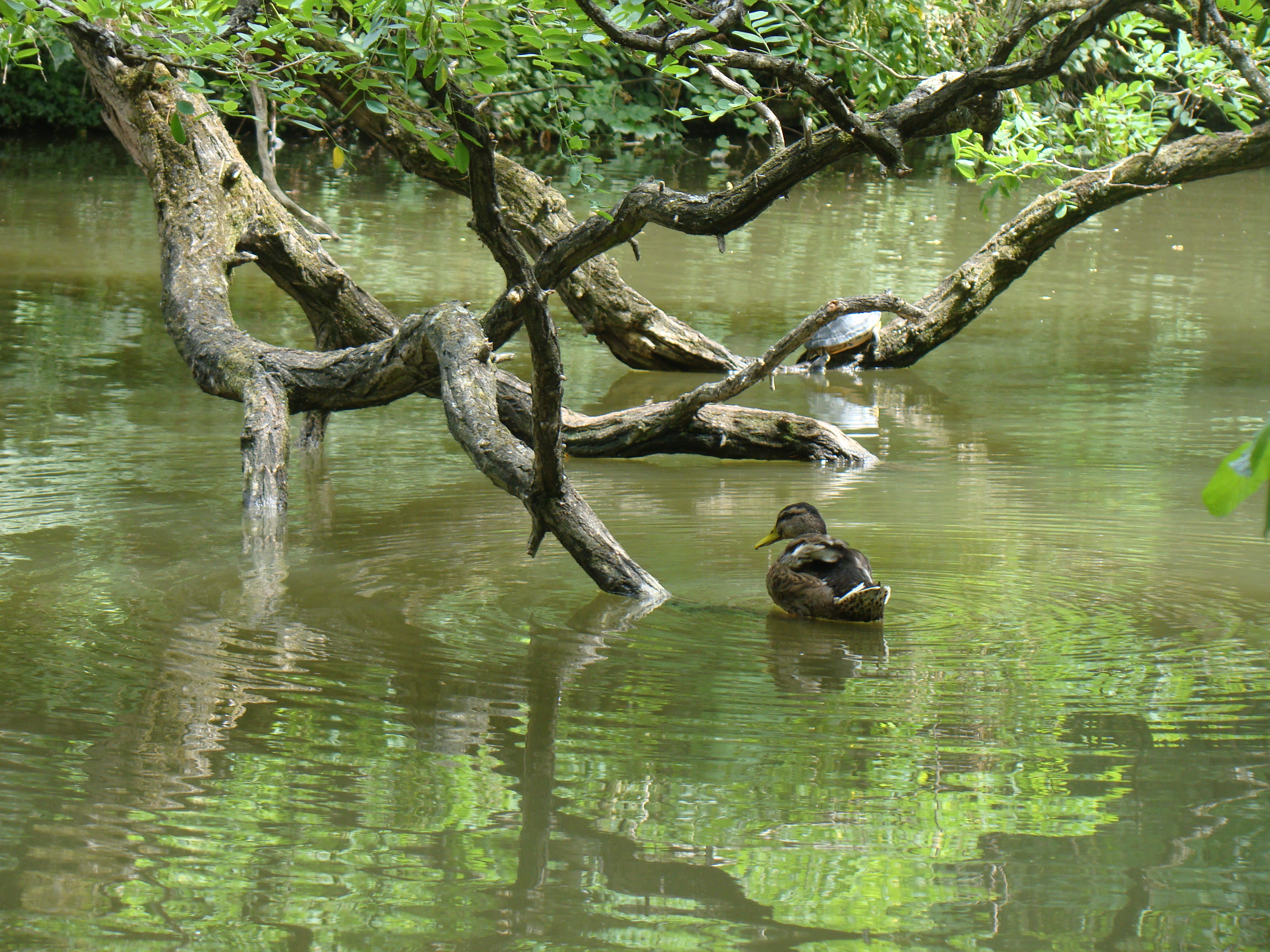
Réptil e ave aquáticos em um verão

## Flora e fauna
O Lago e seus arredores possuem um diversificado ecossistema, sendo o mais selvagem dos quatro lagos do Bosque de Vincennes. O local possui diversas aves sedentárias e migratórias, de acordo com a época do ano, sendo um lugar frequentado por observadores de aves. Além de aves aquáticas observadas nos outros lagos, existem várias garças-reais e corvos-marinhos no inverno, muitos galeirões, grebes com crista, cisnes mudos, numerosos gaivotas, patos colhereiros, patos adornados, além dos pardais. Além de tartarugas de água doce, e de uma variedade de insetos aquáticos, o lago possui diversas espécies de peixes, incluindo carpas, Esox lucius, carassius, Rutilus rutilus, Tinca tinca, Squalius cephalus, entre outros. A pesca é permitida no local, com exceção da área em torno da ilha de Porte Jaune, onde se situa a antiga propriedade de Napoleão III.
Em relação à flora, embora o lago seja artificial e abrigue em suas bordas inúmeras espécies plantadas pelo homem, muitas espécies selvagens vieram se instalar ao redor do seu perímetro.